# Longville
Longville és una població dels Estats Units a l'estat de Minnesota. Segons el cens del 2000 tenia 180 habitants.

## Demografia
Segons el cens del 2000, Longville tenia 180 habitants, 103 habitatges, i 52 famílies. La densitat de població era de 115,8 habitants per km².
Dels 103 habitatges en un 9,7% hi vivien nens de menys de 18 anys, en un 42,7% hi vivien parelles casades, en un 6,8% dones solteres, i en un 49,5% no eren unitats familiars. En el 48,5% dels habitatges hi vivien persones soles el 35,9% de les quals corresponia a persones de 65 anys o més que vivien soles. El nombre mitjà de persones vivint en cada habitatge era d'1,75 i el nombre mitjà de persones que vivien en cada família era de 2,46.
Per edats la població es repartia de la següent manera: un 11,7% tenia menys de 18 anys, un 3,9% entre 18 i 24, un 11,7% entre 25 i 44, un 24,4% de 45 a 60 i un 48,3% 65 anys o més.
L'edat mediana era de 64 anys. Per cada 100 dones de 18 o més anys hi havia 76,7 homes.
La renda mediana per habitatge era de 26.818 $ i la renda mediana per família de 39.583 $. Els homes tenien una renda mediana de 20.625 $ mentre que les dones 16.250 $. La renda per capita de la població era de 26.524 $. Cap de les famílies i el 5,3% de la població estaven per davall del llindar de pobresa.

## Poblacions més properes
El següent diagrama mostra les poblacions més properes.